# Paese Sera

historique logo.

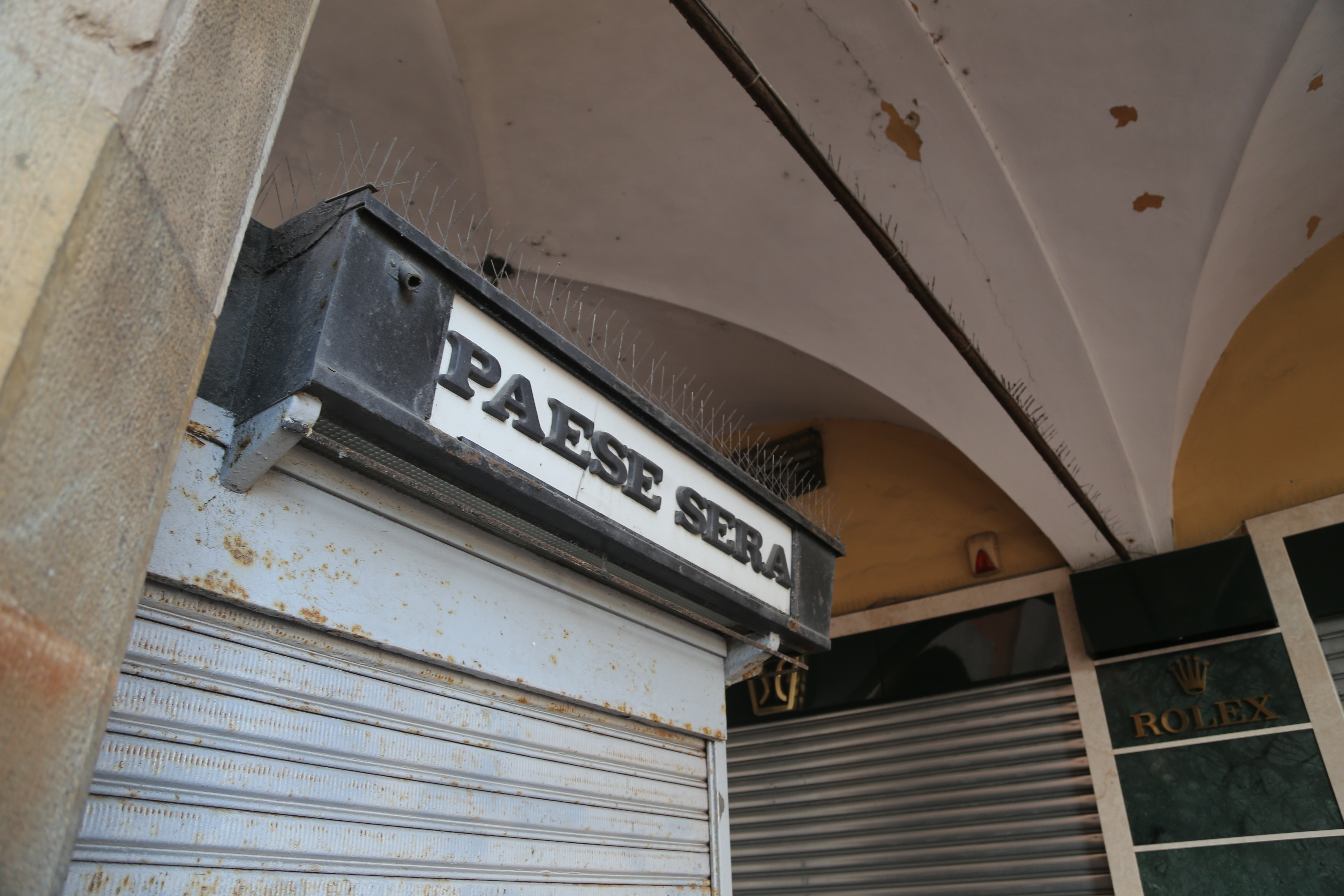
Enseigne en 2014.

Paese Sera était un quotidien de gauche initialement édité dans la région de Rome. Il a été fondé le 21 janvier 1948 à l'initiative du Parti communiste italien. Les élections générales italiennes de 1948 qui suivirent ont été déterminantes : la population rurale votant majoritairement de manière conservatrice, on voulait contrer cette tendance. En outre, ce journal tranchait avec les journaux traditionnels, comme Il Messaggero et Il Tempo, dont il cherchait à se distinguer tant par le contenu que par le style.
Après sa fermeture en 1994 et une tentative de relance en 2009, le journal est revenu en kiosque le 26 octobre 2018. Il est alors sous la direction de Luca Mattiucci avec un format tabloïd de 16 pages et un tirage de 40 000 exemplaires. Vauro Senesi, Michela Murgia et Erri de Luca ont également contribué au premier numéro. En raison d'un litige sur la propriété de la marque, le journal a cessé ses activités le 7 juillet 2019. 

## Éditions
Il y a eu jusqu'à quatre éditions par jour : l'édition du matin, c'est-à-dire l'« édition nationale », l'édition de treize heures en début d'après-midi, l'ultimora et l'édition de 21 heures, dans laquelle l'actrice Franca Valeri tenait une chronique quotidienne sur le style de vie ainsi que l'horoscope de Lucia Alberti. Dario Argento devient le rédacteur en chef du quotidien dans les années 1950. Il y produit également un bulletin hebdomadaire sur les statistiques de fréquentation et d'autres aspects de l'industrie cinématographique en Italie.
Dans les années 60 et 70, outre les pages de Rome et du Latium, il y avait également des pages régionales, à savoir celles de la Toscane, où une rédaction avait été créée, de l'Ombrie, une véritable édition, avec des pages locales à Pérouse et sa province, à Terni et sa province, et à Naples et en Campanie. Au milieu des années 50, il y a eu une édition pour les Abruzzes et le Molise.
La rédaction romaine du Paese Sera se trouvait à Rome, dans le même bâtiment que celui de L'Unità, via dei Taurini 19. Au cours des dernières années, les éditions du journal se sont réduites à trois, ce qui a coïncidé avec le changement de graphisme de l'en-tête, un fond noir et des lettres blanches sur deux lignes dans un cadre, tandis que sur le côté pour l'édition du matin il y avait un cercle avec les mots il Paese, un cercle avec les mots pomeriggio pour l'édition de l'après-midi, notte pour la l'édition de la nuit. 

## Fumetti
Paese Sera publiait chaque jour une page entière de bandes dessinées. De nombreuses bandes américaines ont été publiées : La Famille Illico, Blondie, Hi e Lois, B.C., Le Magicien d'Id. Mafalda et les Peanuts ont également eu leur premier numéro italien dans les pages de ce journal.
En 1968, Paese Sera annonce un concours pour la création d'une bande dessinée satirique italienne. Le vainqueur de la première édition était Bonvi avec les Sturmtruppen. Le concours a été répété pendant plusieurs années. Parmi les lauréats figurent Giorgio Forattini, Pino Zac, Daniele Panebarco, Rodolfo Torti et Claudio Medaglia. Hugo Pratt a également figuré dans ce journal avec les histoires de Corto Maltese. 